# Jean d'Alesso
Jehan d'Allezzo ou Jean d'Alesso, né en 1513 à Paris et mort le 13 septembre 1572 dans la même ville, seigneur de Lézeau (Orléanais) et d'Éragny, a été conseiller du roi et maître ordinaire de la Chambre des comptes.

## Biographie
La famille de Jean d'Alesso est originaire de Calabre : son père Andrea d'Alesso était venu d'Italie en 1483 avec son oncle saint François de Paule à qui le pape avait demandé de  céder aux instances du roi Louis XI très malade mais qui espérait bénéficier d'une guérison miraculeuse. Naturalisé en août 1490, Andrea d'Alesso était devenu valet du Roi, contrôleur au grenier à sel de Lagny-sur-Marne, procureur en 1503 de tous les couvents de l'ordre des Minimes (ordre fondé par son oncle), maître des requêtes en 1505, maître de la fourrerie du roi. Il avait reçu le fief de Lézeau en 1498 et était également seigneur de Lion-en-Beauce.
Né en 1513, Jean d'Alesso devient, en 1536, trésorier et intendant du connétable Anne de Montmorency.
Il se marie en 1545 avec Marie de La Saussaye (1519-1581), nièce du garde des Sceaux Jean de Morvilliers, et  sœur de l'évêque d'Orléans, Mathurin de La Saussaye. Ils auront six enfants.
En 1554, conseiller du Roi, il est nommé maître ordinaire en la Chambre des comptes.
C’est en 1564 que Jean d’Alesso achète le fief d’Éragny, avec hommage au connétable de Montmorency.
Il meurt en septembre 1572, âgé de 59 ans. Il est enterré dans la chapelle du Nom-de-Jésus dans l’église du couvent des Minimes de Chaillot, dit des Bonshommes de Passy. De son tombeau, qui fut commandé en juillet 1581 par un marché passé entre son fils André II d'Alesso et le sculpteur Mathieu Jacquet, il ne subsiste que son buste (au Musée du Louvre, ill. ci-contre).

### Descendance
Jean d’Alesso et Marie de La Saussaye ont eu 6 enfants :
1. Anne d’Alesso (1545-1590), dame de Lezeau x Olivier Le Fèvre d'Ormesson (1525-1600)[7], conseiller de Michel de L'Hospital, Trésorier général des finances de Picardie, président de la Chambre des comptes, intendant et contrôleur général des finances (1577). De son mariage avec Anne d’Alesso, petite-nièce de saint François de Paule, sont issues les trois branches des Lefèvre :
  - l’aînée, celle des Le Fèvre d’Eaubonne, qui s'éteindra en 1791 après avoir fourni des magistrats au parlement;
  - la dernière, celle des Le Fèvre de Lezeau, disparaitra à la fin du XVIIe siècle
  - la branche intermédiaire, celle Le Fèvre d’Ormesson, dont déscendent les Ormesson actuelles, comptera, depuis le XVIIe siècle, un Chancelier de France, deux contrôleurs généraux des finances, un premier président du parlement de Paris, un membre du Conseil de régence sous la minorité de Louis XV, onze conseillers d’État, quatre ambassadeurs de France, deux membres de l'Académie Française et deux compositeurs de musique contemporaine.
2. Michelle d’Alesso (1547-1573) x Nicolas Le Clerc. Sieur de Courcelles et Bois-Rideau, Conseiller du roi et son Lieutenant général du Présidial de Tours.
3. François d’Alesso (1550-1616) x Magdeleine de Vigny[8]. Sieur d'Éragny, Conseiller du roi et Maistre des comptes à Paris (par lettre patente donnée à Gaillon, le 9 juillet 1570), partisan de la Ligue. Décédé le 3 juin 1616. Son corps est transporté au couvent des Minimes de Nigeon, à Paris, deux jours plus tard.
  - Arrière-grand-père de François d’Alesso, marquis d’Éragny qui sera Gouverneur Général des Antilles[9].
4. André II d’Alesso (1552-1603) x Marie de Longueil[10]. Sieur du Mesnil, Conseiller du roi en ses conseils, Grand Maître des Eaux et Forêts de France.
5. Magdeleine d’Alesso (1553-1583) x Pierre Chaillou, sieur de Montreigny, Écuyer, Conseiller du Roi de France, Secrétaire du Roi de France, Secrétaire de la Maison Royale de France, Argentier du roi.  Maire de Dreux en 1580, tige des seigneurs de Nogent-Les-Vierges. Leur fille se mariera à Frédéric Le Tourneur, fils du député et avocat des Guise, Pierre Versoris[11].
6. Marie d’Alesso (1554-?) x Michel Deschamps, secrétaire de la duchesse douairière de Bouillon[12].